# Amazing Journey: The Story of The Who
Amazing Journey: The Story of The Who é um documentário de 2007 sobre a banda de rock britânica The Who.
Apresenta entrevistas com os dois integrantes sobreviventes, Roger Daltrey e Pete Townshend, intercaladas por cenas de arquivo do grupo, assim como declarações de convidados como Kenney Jones, Sting e Eddie Vedder, entre outros.
Uma Trilha-sonora foi lançada em conjunto com o filme, servindo como uma espécie de coletânea da banda.
Em dezembro de 2008 foi divulgada sua indicação ao Grammy na categoria "Best Long Form Music Video".

## Sinopse
O documentário trata da história do Who, de seus primórdios nos subúrbios de Londres no começo da década de 1960, passando por sua escalada à fama e o sucesso internacional na década de 1970 até a morte de Keith Moon em 1978 e de John Entwistle em 2002, terminando com seu retorno aos estúdios em 2006 para a gravação de Endless Wire.
Os depoimentos de Pete Townshend e Roger Daltrey dão o tom do filme, e a história é complementada por um narrador e imagens de arquivo. Também foram utilizadas declarações de pessoas ligadas à banda, como Richard Barnes (antigo colega de quarto de Townshend e autor do nome "The Who"), Dougal Butler (ex-assistente pessoal e motorista de Moon) e Bill Curbishley (empresário da banda), entre outros.
Um segundo disco apresenta os extras "Six Quick Ones" (uma visão mais detalhada de cada integrante do Who e seus respectivos estilos e técnicas musicais), "The High Numbers at the Railway Hotel 1964" (provavelmente o primeiro registro em filme do grupo, apresentando-se em um hotel em Londres em 1964) e "Scrapbook" (trechos de entrevistas registradas para o filme, mas deixadas de fora da versão final).
Outro extra, "Who's Back", dirigido por D. A. Pennebaker, mostra o Who e Greg Lake no estúdio em 2003 gravando a canção "Real Good Looking Boy".

## Produção
Os primeiros estágios do projeto deram-se em 2005. Em um press release datado de 27 de maio, a Spitfire Pictures anunciou a parceria com o Who e o diretor Murray Lerner. A banda se prontificou a disponibilizar seu acervo de filmes, que seria então compilado por Lerner. Com estréia agendada para 2006, o documentário recebeu o título provisório de My Generation: Who's Still Who.
Na mesma época, Lerner, em entrevistas de divulgação, declarou seu interesse em material amador, pedindo que qualquer um de posse de filmes e fotografias raras da banda entrasse em contato. Para isso, foi aberto no site oficial do filme um fórum de discussão, além de um blog onde o diretor manteria os fãs atualizados sobre seus últimos progressos.
Passada a fase inicial e aproximando-se do prazo estipulado, o filme ainda estava bem distante de ser finalizado. O site deixara de ser atualizado, e novidades sobre a produção eram nulas, até que em meados de maio de 2006 o diretor Paul Crowder assumiu o projeto, que passou a se chamar então Amazing Journey.
De acordo com Crowder, Lerner já havia realizado "cerca de 60-70% das entrevistas", ficando a cargo dele gravar com Pete Townshend, selecionar as imagens de arquivo e concluir o filme.
O diretor passou a narrar algumas cenas, e durante a produção, por não conseguir os atores que pretendia usar, ele mesmo acabou sendo o narrador da versão definitiva.
O documentário finalmente estreou em outubro de 2007, a princípio exibido em cinemas do Canadá, Espanha, EUA e Reino Unido, seguido pelo lançamento mundial em novembro do DVD duplo.

## Faixas da trilha-sonora
1. "Leaving Here"
2. "I Can't Explain"
3. "My Generation"
4. "I'm a Boy"
5. "I Can See for Miles"
6. "Amazing Journey"
7. "Pinball Wizard"
8. "Summertime Blues"
9. "Baba O'Riley"
10. "The Song Is Over"
11. "Sea and Sand"
12. "Who Are You"
13. "Eminence Front"
14. "Won't Get Fooled Again" (ao vivo)
15. "Real Good Looking Boy"
16. "Tea & Theatre"